# Vanessa Hessler

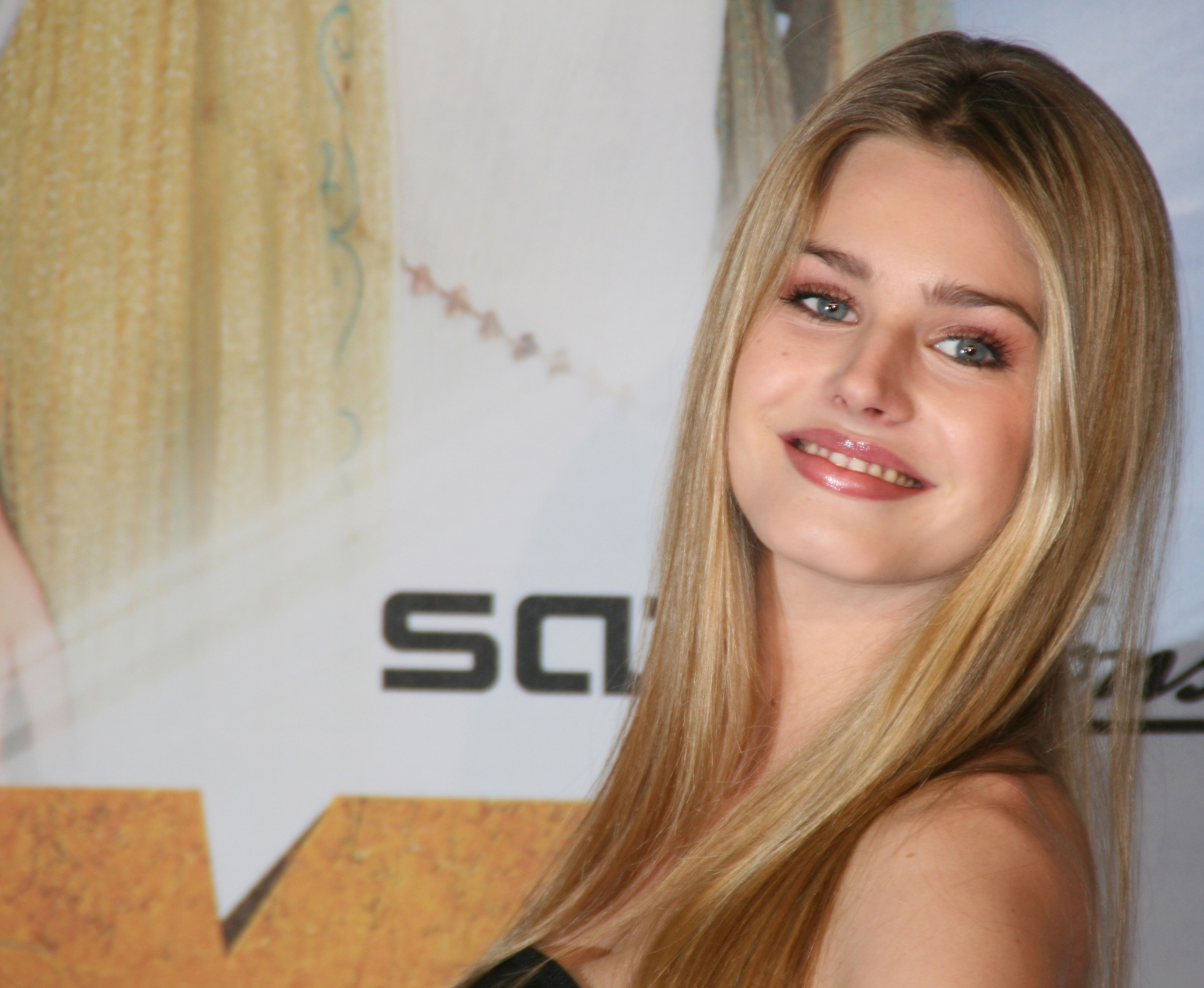
Vanessa Hessler

Vanessa Hessler (Rome, 21 januari 1988) is een Italiaans model en actrice.
Ze is model sinds haar 15e en haar foto's werden afgebeeld in vele magazines in Italië en Duitsland.

## Biografie
Hessler heeft een Italiaanse moeder en een Amerikaanse vader. Ze verhuisde op haar achtste naar de geboorteplaats van haar vader, Washington D.C. In 2002 keerde ze terug naar Italië om daar model en actrice te worden. Ze begon haar carrière in Italiaanse televisieseries zoals Donna sotto le stelle en Notte Mediterranea. Ze speelde mee in de film Asterix en de Olympische Spelen. Hessler is in Nederland onder meer te zien als het gezicht van de internetprovider Alice. Ze heeft ook geacteerd in commercials van Calvin Klein, Giorgio Armani, L'Oréal en Ferrero.